# هزار چشمه
هزار چشمه یک روستا در افغانستان است که در ولایت بامیان واقع شده‌است.